# Iglesia de San Antonio de Padua (Egg)
La Iglesia de San Antonio de Padua o la Iglesia de San Antonio (en alemán: St.-Antonius-Kirche) es una iglesia católica en Egg, Zürich, Suiza, dedicada a Antonio de Padua. Debido a su importancia como un lugar de peregrinación se le ha llamado la pequeña Padua.
En 1921 el arquitecto Joseph Löhlein construyó una pequeña capilla, de madera dedicada a Antonio de Padua en los terrenos de la iglesia de hoy en día. La capilla se extendió posteriormente a su tamaño actual con edificios adicionales que se agregaron en 1939 y 1997. 
Los terrenos de la parroquia tienen su asociación histórica con Antonio de Padua en la recuperación que la iglesia local considera milagrosa de Pater Anton Bolte, que más tarde estuvo a cargo de la parroquia, de una enfermedad fatal en 1925. En 1926, el Papa Pío XI visitó la parroquia y otorgó una reliquia de Antonio de Padua a la iglesia. La reliquia todavía está en manos de la parroquia y es utilizada con fines litúrgicos.